# Kia Ceed

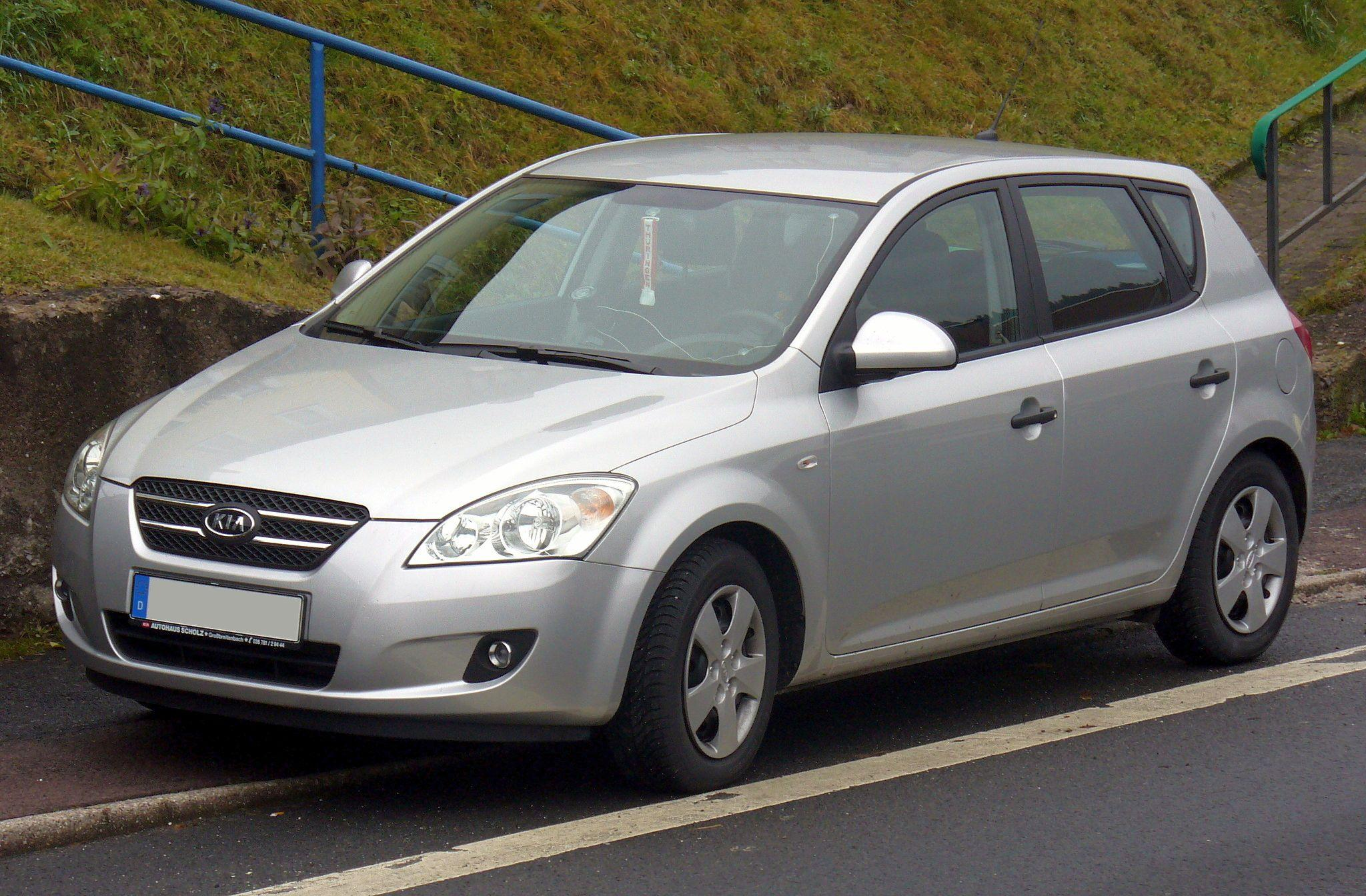

A Kia Ceed (2018 előtti írásmódja:Kia Cee'd (ejtsd: szíd) a dél-koreai Kia Motors cég által gyártott személygépkocsi-modell. Neve a "Community of Europe and European Design" (európai közösség és európai dizájn) kifejezés kezdőbetűiből áll.

## Kifejlesztése
A tervezés fázisában az 'ED' (European Design) kódnéven futott a modell kifejlesztését lefedő projekt. A típust ugyanis nagyrészt Németországban tervezték. A formaterv elkészítését pedig a korábban az Audinál tevékenykedő magyar Kovács Miklós formatervező által irányított csapat végezte.
Az autó padlólemeze, és a hajtáslánc főbb elemei teljes mértékben megegyeznek a Hyundai által gyártott Hyundai i30-as modellével.
A Kia cee'd hivatalosan a Párizsi Motor Show-n mutatkozott be a nagyközönségnek 2006-ban.
A modellt egy teljesen új, Európai üzemben, a Szlovákiai (Felvidéken) Zsolnán gyártják.
- Karosszériaváltozatok
  - Ötajtós (cee'd)
  - Kombi (cee'd SW)[halott link]
  - Háromajtós (pro_cee'd)

## Motorok
A cee'd jelenleg összesen hatféle motorral kapható. (Az 1.6 literes 90 lóerős dízelt Magyarországon nem forgalmazzák).
| Lökettérfogat | Üzem   | Teljesítmény     |
| ------------- | ------ | ---------------- |
| 1.4 liter     | Benzin | 66 kW/90 lóerő   |
| 1.4 liter     | Benzin | 80kW/109 lóerő   |
| 1.6 liter     | Benzin | 90 kW/122 lóerő  |
| 2.0 liter     | Benzin | 105 kW/143 lóerő |
| 1.6 liter     | Dízel  | 67 kW/90 lóerő   |
| 1.6 liter     | Dízel  | 85 kW/115 lóerő  |
| 2.0 liter     | Dízel  | 103 kW/140 lóerő |

Mindhárom benzines motor négyhengeres, 16 szelepes (DOHC) a szívó- és kipufogóoldalon egyaránt változó szelepvezérléssel (a Kiánál ezt CVVT-nek nevezik).
A dízelmotorok ugyancsak négyhengeresek, 16 szeleppel. Ezeknél a befecskendezés common rail rendszerű, változó geometriájú turbófeltöltővel, és köztes hűtővel, kivétel a 90 lovas 1.6d.

## Erőátvitel, futómű
A cee'd kizárólag elsőkerék-meghajtással készül. Háromféle sebességváltóval gyártják: 5 sebességes kézi kapcsolású, 4 sebességes automata (csak 1.6, és 2.0 literes benzinmotorhoz választható). A kétliteres dízelmotort pedig csak hatsebességes manuális egységgel készítik.
A kocsi elöl McPherson futóművet kapott, hátul pedig multilink felfüggesztést, spirálrugókkal. Elöl belső hűtésű, hátul tömör féktárcsákkal szerelik. A széria ABS mellett ESP is rendelhető.
- Modellfrissítés után az automata váltó 5 fokozatú lett, valamint az 1.6-os dieselt 6 fokozatú váltóval szállítják.

## Biztonság
A típusnak összesen hat légzsákja van. További biztonsági felszerelései közé tartoznak az aktív fejtámlák, illetve az ESP.
A cee'd öt csillagot szerzett az Euro NCAP töréstesztjén. 

## Koncepciók
A Kia két koncepciót is bemutatott a háromajtós cee'd alapjain.
Az ex_cee'd kabrióváltozat, az eco_cee'd pedig automatikus motorleállító rendszerrel ellátott üzemanyag-takarékos típus. Ez utóbbit 2009-től gyártják.
2010-ben modellfrissítés történt. Ennek következtében változtak az autó egyes színei , kétoldali digitális klímát kapott , más lett a műszerfal , valamint a váltógomb is. A változások természetesen az autó külsejét is érintették. Változott a lámpák formája, megjelent a mára Kia motívummá váló "ordító tigris" frontrács, a sportos verziókon alul fekete betéttel, valamint a tükrökbe került fel az oldalsó irányjelző
sima:
sport: 
Hátulról csak az új lámpák jelentettek újdonságot, LED-utánzatúra cserélték őket , és a kombi esetében külön oldalra került a köd-, és tolatólámpa 
További változások: a kesztyűtartó nagyobb lett 1 literrel, változtak az alufelnik, a kormánynak nemcsak formája, de funkciógombjai is megváltoztak. Innen lehet irányítani a Bluetooth, illetve a 10 nyelvet ismerő, hangvezérléses audio egységet, és a nagyobb felszereltséghez járó 8GB memóriával, 6,5″-os kijelzővel, és Navteq navigációval szerelt fejegységet.

## Díjak, elismerések
A Kia cee'd számos elismerésben részesült világszerte. A tesztelők és a vásárlók egyaránt díjazták az autó minőségét, a kedvező árat és az egyedülálló, 7 éves garanciát.
Néhány jelentősebb díj:
- - What Diesel magazin, Az év kombija 2008 
  - Az Év családi autója 2007, Svédország
  - Év autója 2007, Görögország
  - Car of the Year szavazáson 4. hely (166 pont)